# Дмитро Карпенко
Дмитро Карпенко  (псевда «Яструб», «Лютий», «Ворон» 1912, с. Ревівка, нині Кременчуцький район, Полтавська область — 17 грудня 1944, с. Нові Стрілища, Жидачівський район, Львівська область) — український військовий діяч, хорунжий УПА, командир сотні «Сіроманці» ТВ-16 «Серет» ВО-3 «Лисоня», командир Рогатинського куреня. Загинув у бою.
Першим серед старшин УПА нагороджений Золотим Хрестом Бойової Заслуги I класу — найвищої нагороди УПА (посмертно).

## Життєвий шлях
На початку Другої світової війни — старший лейтенант Червоної Армії. Після втечі з німецько-гітлерівського полону в 1943 році приєднався до ОУНР. У серпні 1943 р. закінчив вишкіл в Школі військових кадрів ОУН «Тигри» та став стрільцем у курені «Гайдамаки». З початком 1944 року командир сотні «Сіроманці» у складі «ВО-3 Лисоня».

### Визначні бої
29 квітня 1944 р. відділ під командуванням «Яструба» знищив близько 240 військовослужбовців НКВС поблизу с. Залізниця Кременецького району.
11 травня 1944 сотня «Сіроманці» вела бій з німцями в селі Карів на Львівщині. Бій закінчився поразкою упівців. Сотня втратила 8 чоловік, 4 партизани були поранені. У полон здалися до 40 чоловік.
19 серпня 1944 р. сотня «Сіроманці» разом з куренем під командуванням «Ема» брала участь у бою під Пирятином.
Найбільший уславлений бій командир Яструб провів 30 вересня 1944 р. під с. Уневом (Львівська область) проти переважаючих сил НКВД: «Сіроманці» відбили 22 ворожі атаки і вирвалися з ворожого оточення.

### Смерть
Вночі 17 грудня 1944 «Сіроманці» атакували райцентр Нові Стрілища. Спалено будинки НКГБ, НКВД, парткому, тюрми та ін. Звільнено 40 в'язнів, убито 45 ворогів. У повстанців 5 убитих. У цьому бою Дмитро Карпенко загинув геройською смертю.
Похований на цвинтарі села Кам'янка Рогатинського району Івано-Франківської області.

## Вшанування пам'яті
2015 року в Конотопі одну з вулиць перейменовано на вулицю Дмитра Карпенка.